# Mariano García García
Mariano García García (Fuente Álamo, 25 de septiembre de 1997) es un deportista español que compite en atletismo, especialista en las carreras de mediofondo.
Ganó una medalla de oro en el Campeonato Mundial de Atletismo en Pista Cubierta de 2022 y una medalla de oro en el Campeonato Europeo de Atletismo de 2022, ambas en la prueba de 800 m.

## Trayectoria deportiva
Debutó con la selección española en 2018. En 2020 consiguió su primer podio internacional, siendo tercero en el Mitin de Madrid, en los 800 m. Al año siguiente participó nuevamente en el Mitin de Madrid, consiguiendo esta vez la victoria.
A pesar de haber obtenido la marca mínima para los Juegos Olímpicos de Tokio 2020, no pudo disputarlos debido a una operación de apendicitis un mes antes del inicio de estos.
En 2022 se proclamó campeón en los 800 m del Mundial en Pista Cubierta, con una marca de 1:46,20, y también campeón del Europeo al aire libre, mejorando su marca personal (1:44,85).
En 2024 volvió a disputar la final del Mundial en Pista Cubierta, pero esta vez no pudo pasar de la quinta plaza. Al aire libre volvió a quedarse sin ir a los Juegos Olímpicos de París 2024.
En la temporada de pista cubierta de 2025 decidió probar con los 1500 m, obteniendo buenos resultados. Sin embargo, volvió a los 800 m para ganar el Campeonato de España y disputar el Campeonato Europeo en Pista Cubierta, donde no consiguió alcanzar la final. En el Campeonato del Mundo en pista cubierta sí que debutó internacionalmente en el 1500 m, logrando alcanzar la final en la que terminó octavo.
Ha sido campeón de España de los 800 m al aire libre (2019) y triple campeón de esa distancia en pista cubierta (2019, 2022 y 2024). Además, batió en 2022 la plusmarca de España de los 800 m en pista cubierta (1:45,12) y en 2025 la de los 1000 m en pista cubierta (2:16,25).
Estudió el grado de Ciencias de la Actividad Física y del Deporte en la Universidad Católica San Antonio de Murcia.

## Palmarés internacional
| Campeonato Mundial en Pista Cubierta | Campeonato Mundial en Pista Cubierta | Campeonato Mundial en Pista Cubierta | Campeonato Mundial en Pista Cubierta |
| Año                                  | Lugar                                | Medalla                              | Prueba                               |
| ------------------------------------ | ------------------------------------ | ------------------------------------ | ------------------------------------ |
| 2022                                 | Belgrado (Serbia)                    | Medalla de oro                       | 800 m                                |
| Campeonato Europeo                   |                                      |                                      |                                      |
| Año                                  | Lugar                                | Medalla                              | Prueba                               |
| 2022                                 | Múnich (Alemania)                    | Medalla de oro                       | 800 m                                |

## Competiciones internacionales
| Año  | Competición                            | Sede                    | Puesto         | Prueba | Marca   |
| ---- | -------------------------------------- | ----------------------- | -------------- | ------ | ------- |
| 2019 | Campeonato Europeo en Pista Cubierta   | Glasgow, Reino Unido    | 4.º            | 800 m  | 1:47,58 |
| 2019 | Campeonato Mundial                     | Doha, Catar             | 38.º (s)       | 800 m  | 1:49,08 |
| 2021 | Campeonato Europeo en Pista Cubierta   | Toruń, Polonia          | 18.º (sf)      | 800 m  | 1:47,63 |
| 2021 | Campeonato Europeo por Equipos         | Chorzów, Polonia        | 2.º            | 800 m  | 1:46,45 |
| 2022 | Campeonato Mundial en Pista Cubierta   | Belgrado, Serbia        | Medalla de oro | 800 m  | 1:46,20 |
| 2022 | Campeonato Mundial                     | Eugene, Estados Unidos  | 19.º (s.)      | 800 m  | 1:46,70 |
| 2022 | Campeonato Europeo                     | Múnich, Alemania        | Medalla de oro | 800 m  | 1:44,85 |
| 2024 | Campeonato Mundial en Pista Cubierta   | Glasgow, Reino Unido    | 5.º            | 800 m  | 1:48,77 |
| 2025 | Campeonato Europeo en Pista Cubierta   | Apeldoorn, Países Bajos | 9.º (sf.)      | 800 m  | 1:46,33 |
| 2025 | Campeonato del Mundo en pista cubierta | Nankín                  | 8.º            | 1500 m | 3:41.83 |

## Marcas personales
| Prueba      | Marca     | Lugar    | Fecha                |
| ----------- | --------- | -------- | -------------------- |
| 800 metros  | 1:44,85   | Múnich   | 21 de agosto de 2022 |
| 1500 metros | 3:35,87 i | Sabadell | 10 de enero de 2025  |

| Prueba      | Marca   | Lugar      | Fecha                |
| ----------- | ------- | ---------- | -------------------- |
| 800 metros  | 1:45,12 | Nueva York | 6 de febrero de 2022 |
| 1000 metros | 2:16,25 | Antequera  | 25 de enero de 2025  |
| 1500 metros | 3:35,87 | Sabadell   | 10 de enero de 2025  |